# Nelly Mazloum
Nelly Mazloum (9 juin 1925 ou 9 juin 1929 - 21 février 2003) est une danseuse égyptienne. Dans le monde de la danse orientale, elle est surnommée « la Légende ». 

## Biographie
Nelly Mazloum naît à Alexandrie (Égypte) dans une famille grecque orthodoxe. Après une formation de danse classique (elle est danseuse étoile à l'Opéra royal du Caire en 1948 et est nommée assistante d'Alexei Jukoff, maître de ballet du Bolchoï), Nelly Mazloum s'intéresse très vite aux danses traditionnelles d'Égypte. Cet intérêt l'amène à parcourir tout le pays à la recherche des multiples formes et techniques de danse qu'on y trouve. Elle présente le fruit de son travail avec un groupe qu'elle a constitué à cet effet, tant en Égypte qu'à l'étranger.
Outre ses activités de danseuse orientale, Nelly Mazloum a tourné dans plus de vingt films.
Elle se convertit à l'islam en 1952 et quitte l'Égypte pour la Grèce en 1963.
Elle a également enseigné son art, fondant une première école de danse au Caire en 1947 et une seconde en 1956, spécialisée dans la danse traditionnelle. En 1963, c'est à Athènes qu'elle fonde l'école Nelly Mazloum Calvo. Plus tard, elle crée la méthode Vivicorporeal. Son enseignement intègre la technique de danse et le contexte culturel égyptien (signification de la musique, des gestes, etc.).

## Héritage
Le Nelly Mazloum Mediterranean Archaic Dances Research (MADRI) porte son nom. Fondé en 2001, il s'agit d'une société dont le but est d'effectuer des recherches sur les danses anciennes du pourtour méditerranéen. Le MADRI est basé à Marousi (Grèce). La fille de Nelly Mazloum, Marianna R. Mazloum, a pris le relais en matière de danse.

## Livre
- Oriental Dance Technique, Athènes, 1992.